# Mentuhotep al II-lea

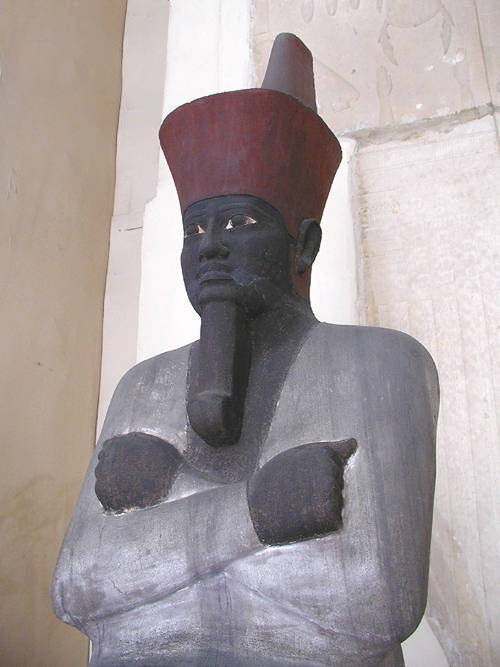
Mentuhotep II
2046 î.Hr – 1995 î.Hr
Predecesor Intef III
Succesor Mentuhotep III

Nebhotepre Mentuhotep II este un faraon ce a domnit între 2046 î.Hr – 1995 î.Hr, este fiul lui Intef III al Egiptului și al lui Iah. Singurul fiu cunoscut al său se numește Mentuhotep III.